# Reykjavíks flygplats
Reykjaviks flygplats, isländska: Reykjavíkurflugvöllur, (IATA:RKV, ICAO:BIRK) är Islands främsta inrikesflygplats, belägen cirka 2 km från Reykjavíks centrum. 
Flygplatsen har kortare rullbanor än den större och 50 km från Reykjavik belägna Keflavíks flygplats. Den har huvudsakligen inrikesflyg, men även trafik till och från Grönland, vissa internationella charterflyg, privatflyg mm. Flygplatsen fungerar även som reservflygplats för Keflavík, vid dålig väderlek för inkommande flyg. Reykjaviks flygplats är viktigaste flygnav (hub) för flygbolagen Flugfélag Íslands och Eagle Air.

## Rullbanor
Flygplatsen har 3 rullbanor. Ingen av dem är särskilt lång. Den längsta är 1 567 meter, den näst längsta är 1 230 och den kortaste är 960 meter.

## Framtid
Diskussion om flygplatsens framtid pågår då dess läge i Reykjavík upptar viktig mark för bebyggelse.

## Flygbolag och destinationer
Flygplatsen har förutom funktionen som Islands inrikesflygplats även utrikestrafik till bland annat Grönland.  
| Flygbolag           | Destinationer                                               |
| ------------------- | ----------------------------------------------------------- |
| Air Iceland Connect | Akureyri, Egilsstaðir, Ilulissat, Ísafjörður, Kulusuk, Nuuk |
| Atlantic Airways    | Vágar                                                       |
| Eagle Air           | Bíldudalur, Gjögur, Húsavík, Höfn, Vestmannaeyjar           |
| Mýflug              | Akureyri                                                    |

## Galleri

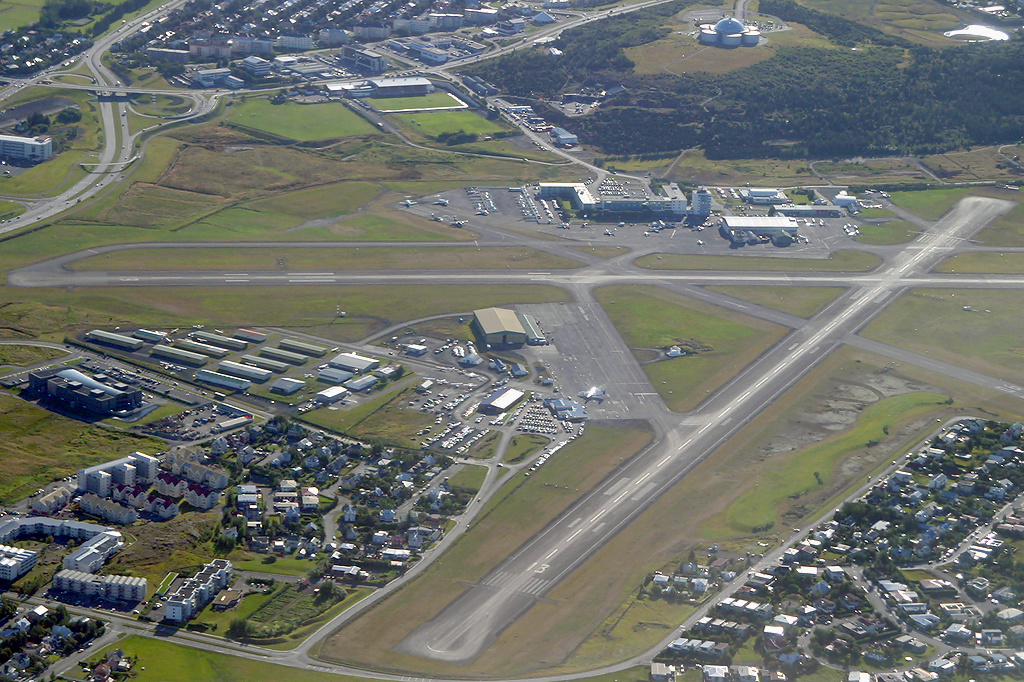
Flygbild över flygplatsen.

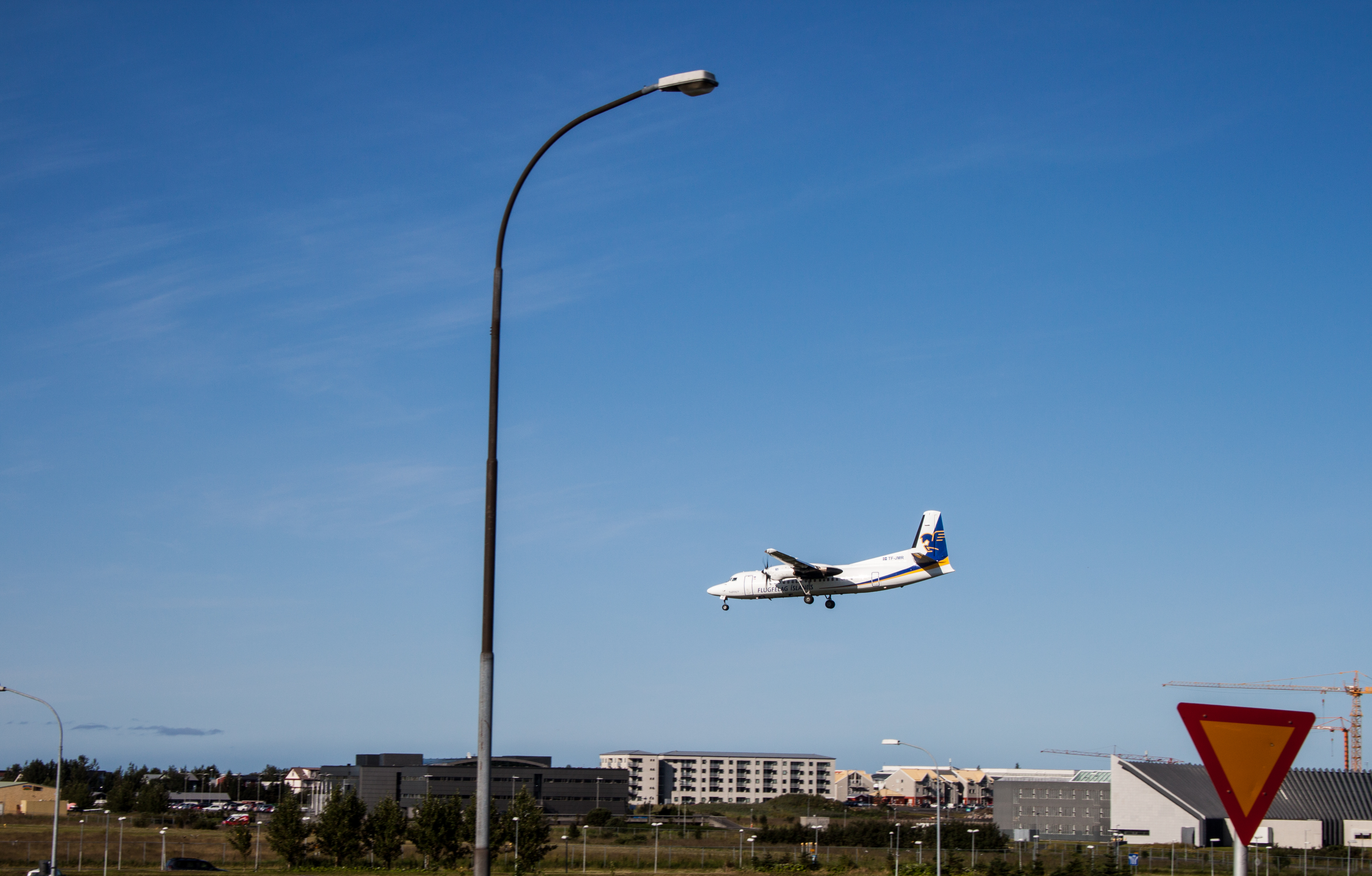
Landande plan.

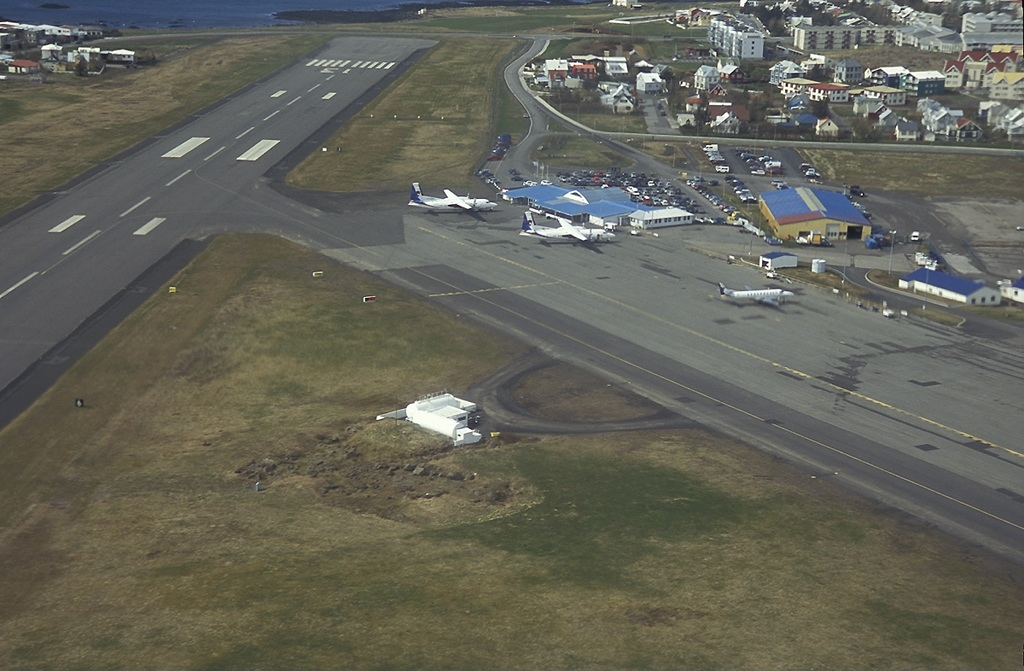
Plan står parkerade.